# 行政学
行政学（ぎょうせいがく）は19世紀末のアメリカで生まれた、政治学の新しい領域である。

## 概要
行政学は、近代国家から現代国家への過渡期に際し、現代国家に必要不可欠の行政体制を整えるという制度改革の課題に応えて誕生した学問である。西尾勝の言を借りれば、制度学・管理学・政策学という3つの側面を持つ。
行政学が扱う「行政」の定義は曖昧かつ複雑である。西尾によれば、関係概念としての「行政」の定義の試みは、主に3つに分類される。1つ目は、主に公法学で議論されてきた、立法権・司法権・行政権という三権の一つ、という関係設定の方法であり、これをめぐって消極説・積極説の対立がみられた。2つ目は、政策過程における執政・行政・執行、という観念的な3形態の中での一つという定義であり、ここでの行政の役割は、執政（内閣・大統領府）における政治決定をサポートし、そこで決められた決定を実施するために執行部門を監督する、という管理職的ものとして捉えられる。
3つ目は、政治・行政2元論の枠組みの中での行政定義であり、ここでは人的構成の差異、つまり政治を構成するのが選挙で選出された政治家（並びに彼らによって政治的任用をされた人間）であるのに対し、行政を構成するのが専門試験で匿名的に選出された人間である、という点に着目する。つまり、ここでいう政治の場とは、省庁等の頂点（大臣とその周辺）・内閣・大統領府及び議会であり、行政とは、省庁の事務次官以下、並びに自治体の局長・部長以下の部分である。この人的構成の差異をもとに、例えばロバート・パットナムなどは、経験的なイメージとして「決定―実施」「価値―事実」「エネルギー―均衡」といった役割上の対比が見られる、とする。
日本の行政学においては、後述するように、戦前官僚制を如何に政治的に統制し、民主的公務員制に変えていくのか、という規範的要請が強く表れていた以上、この3つ目の概念設定（に近いもの）を暗黙の前提とした研究業績が目立つ。
なお、狭義の行政学とは、諸々の政策領域における行政（経済産業行政・防衛行政・厚生労働行政・警察行政・教育行政など）の土台になる部分に焦点を当てる学問であり、その意味では官僚制（または公務員制）そのものの作動原理を解明することにその本質的意義がある。行政学者の研究業績が専ら官僚の政治的行動（政官関係）、公務員人事、財政調整、法務といった行政活動の根幹になる人・金・制度の部分に特化していることも、ここに原因がある。行政の土台ではなく政策領域における行政活動に特化した研究分野は、例えば教育行政学（於；教育学部）、防衛行政論（於；防衛大学校）、経済産業行政（≒公共経済学）、財務行政（≒財政学）等、別系統の学問領域として存在するケースが多い。また、行政学そのものにおいても、政治過程における行政官僚制の役割を論じる政治学的アプローチと、行政機関内部での組織管理という点に着目した経営学的アプローチが併存している。その意味で行政学とは、方法論・他分野との境界が曖昧といった「弊害」を持つ一方、学際的に発展していく余地を広く内在する学問でもある。

## 日本における行政学の発展

### 官僚制論
戦後日本の文脈においては、戦前の超然的特権官僚制を、如何に民主的公務員制に変えていくのか、という規範的要請の中で、行政学が発達してきたという側面が強い。辻清明、井出嘉憲、伊藤大一といった50～70年代に主に活躍した学者たちが、戦後公務員制度改革の不十分性を指摘し、特権官僚制の残像が諸々の側面に見られる、という批判的な論陣を基本的に張った点（村松岐夫が言うところの「戦前戦後連続論者」）に端的にみられる。その後、村松のパラダイム転換（「戦前戦後分断論」）を経て、一方的な官僚優位論ではなく、多元主義論の立場に立った官僚制研究が見られるようになると同時に、フィールド調査のための情報や方法論が蓄積されることによって、各省毎の事例調査に即した、より具体的な研究業績が現れることとなった。例えば森田朗（旧運輸省）、山口二郎・真渕勝（旧大蔵省）、廣瀬克哉（旧防衛庁）等である。その後、90年代後半の橋本行革と前後する形で、実際の制度革新の可能性を前にした現状批判的官僚制論が再び隆起すると同時に、今まで直視してこなかった「公務員制度」そのものへ焦点を当てる研究も盛んになっている。

## 環境変容と行政学の転換

### 環境変容
とりわけ1990年代以降、行政、そして行政学を取り巻く社会環境は大きく変貌しているとされる。グローバル化、都市型社会化、サブ政治化など、論者によって言葉は様々であるが、そこに共通するのは、行政活動の担い手としての官僚制（公務員制）を前提としてきた既存の認識枠組が、大きく変容を迫られているということである。社会システムが国家・地域の枠組を超えて相互依存的な体系を深化させ、ある国のある地域で発生した出来事が社会システムを介し、全く別の国の別の地域にダイレクトに影響を及ぼす事態が多発すれば、当然それに対し市民が行政に期待する公共サービス（規制・給付行政）の内容も複雑化する。しかしながらグローバル化時代において、中央政府の社会に対する規制・調整能力は相対化されており、加えて財政能力や専門性・総合性の観点から、これらの変容に対し中央政府が常に効果的な対応が可能であるかといえば必ずしもそうではない。このような状況の中で、単に行政機関の補助ではなく、公共サービス形成・提供の積極的な担い手として、地方政府・国際機関・私企業・市民活動（NPO・NGO活動等）・専門家集団（シンクタンク・大学等）といったような集団が意識されるようになり、現にそのような転換も随所に観察できる。以上のような社会実態の変化に対し、行政学が如何にこれに向き合い、如何に処方箋を提供していくのか、といった課題が生まれてきている。

## 行政サービスの発展

### 古代・中世の政治支配
古代と中世において政治支配者の果たすべき統治の職能は、領土と人民を外敵の侵略から守ること（国防）、犯罪を取り締まること（警察）、争いごとを裁くこと（裁判）の3点にほぼ限られていた。政治支配者はこれを保障することの対価として人民に賦役を課し（徴兵徴税）、この権力によって兵力を保持していた。また、この権力を背景にして王宮、神殿・寺院、墳墓を建立し（公共建築）、これらを権威の象徴にして、人民に君臨していたのである。以上の他にまだ統治の職能があったとしても、それはせいぜいのところ、旱魃・洪水などの自然災害から農耕を守ること（治山治水工事）程度であった。

### 近世の殖産興業政策と官房学

#### 重商主義と富国強兵
中世封建制の支配体制が崩れ、絶対君主を政治支配者とする中央集権体制の国民国家が形成され始めた近世の時代に入ると、各地の絶対君主達は富国強兵を競い合うことになり、ここに重商主義または重農主義の政治思想に基づく殖産興業政策が推進されていった。統治の職能は次第にその範囲を広げ始め、これを担う新しい人材として官僚が登場した。

#### 官房学
この近世の時代に、ヨーロッパ大陸諸国、なかでもかつては神聖ローマ・ドイツ帝国の支配領域に属していたドイツ・オーストリア地域において、君主と官僚のための学問として隆盛を極め、富国強兵を支えたのが、官房学であった。

### 近代国家の自由放任主義
しかしながら国家の職能は、近世の絶対君主による殖産興業政策以来、今日までただひたすら拡大の一途を辿ってきたのではない。その間に一度揺り戻しの時期があったのである。すなわち絶対君主制の下でやがて資本主義経済が発達し、いわゆる市民階級（ブルジョワジー）が登場するようになると、国家による殖産興業政策が彼らによって批判されるようになった。それは「国内産業を保護する関税政策をはじめとして、産業を保護、助成、振興するために行われていた国家による各種の規制・介入措置が、産業の自由な展開を制約し、かえって経済の発展を阻害している」とする批判であり、「国家は市民経済に対する不必要な規制・介入をやめ、市民社会の側の自由な活動を許容すべきなのであって、そうしたほうがむしろ、資本主義経済を伸び伸びと発展させ、国を豊かにする早道である」という主張であった。
このような新しい思潮のことを、その当時フランスで流行していた言葉「レッセフェール」を取って自由放任主義と呼ぶ。この自由放任主義の思潮を自由主義経済の理論にまで高め、「神の見えざる手」による市場の自動調整作用について説いた古典著作が、イギリスのアダム・スミスの「諸国民の富」（1776年）であった。

#### 安上がりの政府
自由放任主義が一世を風靡していた時代のイギリスでは、国家の果たすべき職能はあたかも警察官が夜間の街頭を巡回して市民生活の安寧を守ることに尽きるかのごとき俗論も横行していた。そこで、このような通俗的な国家間のことを夜警国家論と揶揄していた論者もあった。国家の職能は国防・警察・裁判に限られるべきとするのは、いささか極論であったにしても、資本主義経済の先進国であった当時のイギリスでは「国家は安上がりであればある程良し」とする主張が支配していた。そこで、この種の国家観のこと「安上がりの政府」論と呼ぶのが通例になっている。1801年にアメリカ合衆国第三代大統領に就任したトーマス・ジェファーソンのことば「最小の行政こそ最良の政治なり」も、この国家観を表している。
この種の自由放任主義の思潮は、イギリスに典型的であったが、程度の差はあれ、市民革命を経て立憲君主制または近代民主制の政治体制に移行したヨーロッパ大陸諸国にまで広く普及して行き、これが国家の職能の拡大に歯止めをかけていたので、近代国家の職能範囲は一般に、今日の現代国家のそれに比べればまだはるかに狭いものに留まっていた。

### 職能国家への変遷

#### 産業化と都市化
ところが、西欧諸国の政府は19世紀半ばから末にかけて、いずれも産業化と都市化に起因するところの新しい社会問題・都市問題への対応を余儀なくされ、再びその職能の範囲を広げていくことになったのである。すなわち、農村から都市に流入してきた貧民の救済に着手し、コレラ・チフスの蔓延を契機にして上下水道の整備を始めた。やがてスラム住宅の改良、工場労働者の保護義務教育の充実、電気・ガスの供給、都市交通事業の経営、社会保険制度の創設などを進めていったのである。産業活動についても、一方ではこれが国民生活に及ぼす危害を防止するためにきめ細やかな規制措置を講ずると共に、他方ではこれを保護、助成、振興するための国策を幅広く実施していくようになった。このような「近代国家から現代国家へ」の漸進的な移行過程に国家の職能＝行政サービスの範囲・規模に生じた変化について、アングロ・サクソン系諸国では「安上がりの政府から職能国家へ」の変化として捉らえ、そしてヨーロッパ大陸諸国では「消極国家から積極国家へ」の変化として要約することが多い。

### 福祉国家の生成

#### 大衆民主制
西欧諸国における政府の職能＝行政サービスの拡大傾向は20世紀に入って以降さらに一段と加速され、政府の財政規模と公務員数を膨張させた。だが、それはもはや単なる量の膨張に留まるものではなく、次第に質の変化も伴い始めていたのである。すなわち、福祉国家への旅立ちであった。もっとも、何をもって福祉国家と呼び、その起点をどの時期に求めるべきかという点については諸説入り乱れていて定説はないが、ここでは、福祉国家への起点を19世紀から20世紀への世紀展開期に求めたい。
その理由は、おおむね各国で下記のことがあったからである。
1. 労働組合が結成され、労働運動が活発になり、階級対立が激化してきたこと。
2. これに伴い選挙権が徐々に拡張され、ついには成人男性全てに選挙権を付与する普通平等選挙制度が施行されたこと。
3. 選挙権の拡張によって新たに有権者となった国民大衆の支持を獲得するために、各党は競って社会政策・労働政策・産業政策を政策綱領に掲げ、これを政党政治の主要な争点にするようになったこと。

要するに、政治制度における大衆民主制の実現こそが、現代国家をして福祉国家への道に歩み出させたもっとも基本的な契機であったと考えるのである。

#### 世界大戦と大恐慌
そうはいうものの、現代国家がその後も福祉国家への道を歩み続け、もはや後戻りの利かないところまで来てしまったのは、20世紀前半に起こった様々な事件がこの動向を促進してしまったからであった。まず何よりも第一次世界大戦と第二次世界大戦という二度にわたる戦争と、両大戦の戦間期に起こった1929年以来の大恐慌という3つの事件の影響である。両大戦に参戦した国々は、総力戦を戦い抜くために国家総動員体制や挙国一致体制を敷いて、広く国民各層の参加と協力を調達することに努めざるを得なかったが、この戦時行政は国民各層への行政サービスの平準化を進めていく結果になったのである。そして、この時の大恐慌ほどに、市場のメカニズムに対する信頼感を根底から揺るがし、政府の政策構想の基調を一変させた事件は他にない。

#### 資本主義体制と社会主義体制の体制間競争
この間にロシアに社会主義体制の国が誕生したために、これとの対抗上、資本主義体制の国々の側でも分配の不公平をある程度まで是正することを余儀なくされたという体制間競争の要因も、もう一つの要因であった。

### 福祉国家の要件
1.生存権の保障を国家の責務として受け入れ、2.所得の再分配を国家の当然の権能として考え、3.景気変動調節のために市場経済に積極的に介入するようになった国家のことを福祉国家と呼ぶ。

#### 生存権の保障
第二次世界大戦後に制定された日本国憲法25条1項は「すべて国民は健康で文化的な最低限度の生活を営む権利を有する」と定めている。この種の生存権の保障条項を憲法典に最初に規定したのは、ワイマール共和国憲法であった。そして生存権、生活権の保障をもって、あるいは社会権の保障をもって国家の責務とする憲法思想は、以後急速に普及した。この憲法上の規範はベヴァリッジ報告（1942年）が用いたナショナル・ミニマムによって媒介され、個別政策領域ごとの目標水準まで具体化されていくことになった。